# Gutai
Gutai (具体), en forme longue Gutai bijutsu kyokai (具体美術協会) (Association de l'art concret), est un mouvement  artistique important d'avant-garde japonais fondé en 1954 et dissout en 1972 après la mort de son fondateur Jirō Yoshihara.
Le terme Gutai est un néologisme formé des caractères outil (具) et corps (体) ou gu pour l'instrument et tai pour le corps; ce qui signifie le corps comme instrument[réf. à confirmer]. L'adjectif gutaiteki qui signifie concret s'oppose à l'abstrait, c'est-à-dire à l'art abstrait.

## Histoire

### Le fondateur

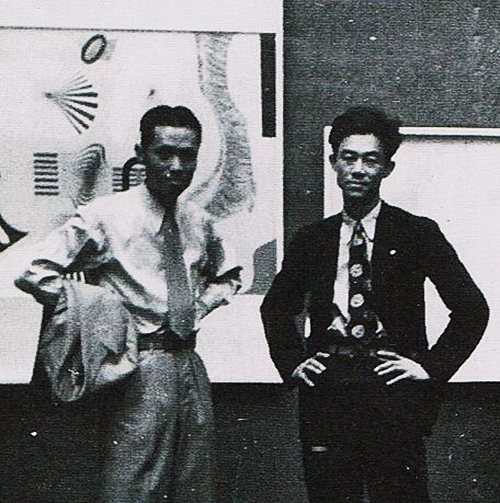
Jiro Yoshihara (à droite) avec Saburo Hasegawa (à gauche), 24e exposition Nika, 1937.

Jirō Yoshihara, né en 1905 à Ōsaka, est considéré comme le fondateur et le théoricien du mouvement Gutai.
Il commence à exposer à partir de 1930 et intègre l'association d'artistes japonais Nika en 1934. Il expose à Paris au Salon de mai en 1952 et 1958 et à New York à l'International Carnegie en 1961.
En 1952, l'Amicale des artistes contemporains ou groupe Genbi (Cendai Bijustsu Kondankai) est fondée dans la région du Kansai. Jirō Yoshihara en devient membre. Il est alors considéré comme l'un des précurseurs de l'art abstrait au Japon.
Peu avant 1954, alors qu' il regarde les calligraphies du moine zen Nantenbō, il raconte :
« J’ai été vivement surpris et aussitôt conquis par ces calligraphies grandioses, cernées des éclaboussures noires, jaillies du pinceau ! Ce qui m’a saisi alors, c’était moins l’intérêt de ces œuvres en tant que calligraphie, que le fait d’y découvrir quelque chose, disons, de l’ordre de la création, de la forme de peinture que nous cherchons, de l’ordre de ce que les artistes tentent de trouver, et ce qui les fait souffrir […] Qu’on l’exprime au moyen de signes écrits ou de la peinture revient au même, ça ne change rien au fond […] C’est ce que j’ai réalisé d’un seul coup, quand j’ai eu ces œuvres sous les yeux. »
Cependant, il déclare :
« Je suis un maître qui n'a rien à vous apprendre, mais je vais créer un climat optimum pour la création. »
En 1953, la première exposition du Groupe de Discussion d'Art Contemporain qui se déroule dans l'atelier de Yoshihara dans le quartier de Shibuya à Tokyo avec certains de ses étudiants dont Shōzō Shimamoto constitue les prémices du mouvement Gutai. C'est d'ailleurs Shōzō Shimamoto qui trouve l'idée pour le nom du groupe.

### Le texte fondateur
Le Manifeste de l'art Gutai est le texte fondateur rédigé par Jirō Yoshihara, dans la revue Geijutsu shincho (Nouvelles Tendances artistiques), publié à Tōkyō, en décembre 1956.
Dans ce manifeste, Yoshihara précise que les principes de ce mouvement ont en réalité été initiés trois ans plus tôt.

#### Extraits
- « En ce qui concerne l'art contemporain, nous respectons Pollock et Mathieu car leurs œuvres sont des cris poussés par la matière, pigments et vernis. Leur travail consiste à se confondre avec elle selon un procédé particulier qui correspond à leurs dispositions personnelles. Plus exactement, ils se mettent au service de la matière en une formidable symbiose. »
- « Ce qui est intéressant, c'est la beauté contemporaine que nous percevons dans les altérations causées par les désastres et les outrages du temps sur les objets d'art et les monuments du passé [...] Lorsque nous nous laissons séduire par les ruines, le dialogue engagé par les fissures et les craquelures pourrait bien être la forme de revanche qu'ait pris la matière pour recouvrer son état premier. »
- « L'art Gutaï ne transforme pas, ne détourne pas la matière ; il lui donne vie. Il participe à la réconciliation de l'esprit humain et de la matière, qui ne lui est ni assimilée ni soumise et qui, une fois révélée en tant que telle se mettra à parler et même à crier. L'esprit la vivifie pleinement et, réciproquement, l'introduction de la matière dans le domaine spirituel contribue à l'élévation de celui-ci. »

### Un mouvement d'importance mondiale
Gutai est l'un des plus importants mouvements fondateurs de l'art contemporain mondial et des pratiques d'art action.
Ce mouvement se manifeste en 1954 non pas à Tōkyō mais dans la région du Kansai, pourtant réputée plus traditionaliste.
La réception de ce mouvement diffère sur le plan national comme international. Il reçoit un accueil très frileux dans le milieu de l’art japonais. Rares sont les soutiens actifs du mouvement au Japon.
Le critique d'art français Michel Tapié de Céleyran joue un rôle essentiel dans la promotion du mouvement Gutai en France et en Europe, mouvement qu'il découvre lors d'un voyage au Japon en 1957,, en compagnie du peintre Georges Mathieu. En 1958, il réclame des peintures sur toile plus facilement transportables et exposables en Europe, ce qui suscite des critiques dénonçant la perte d’originalité du mouvement. Mais, grâce à cela, le groupe devient plus connu dans le monde. Pour Michel Tapié, les œuvres du Gutaï, indéfinissables, ont besoin de photos, de vidéos, de témoins pour voir les actes des artistes, ce que permet la peinture.
Les Etats-Unis n'accordent un intérêt à ce mouvement que tardivement même si certains artistes comme Allan Kaprow, fondateur du mouvement Happening aux États-Unis, reconnaissent à Gutaï un rôle fondateur,. Un revirement majeur s'opère dans les années 1990 puis en  2013 avec la rétrospective organisée au musée Guggenheim à New York par les spécialistes Alexandra Munroe et Ming Tiampo.
L'influence de ce mouvement sur l'art nord-américain et européen reste sous-estimée notamment sur l'art de la performance, sur le mouvement Fluxus et peut être aussi sur l'artiste Yves Klein qui découvre le Japon en 1952 et entretient par la suite des contacts avec la scène artistique japonaise. En 1953, il organise d'ailleurs plusieurs expositions des œuvres de ses parents Marie Raymond et Fred Klein à l’Institut franco-japonais de Tōkyō, au Musée d’Art Moderne de Kamakura et au Musée d'Art Bridgestone à Tokyo.
Dans les années 1960, le mouvement continue. Il se disperse en 1972, à la mort de Yoshihara. Une minorité des membres de Gutai continue alors une activité artistique.

## Caractéristiques du mouvement
Le mouvement Gutai revendique la liberté et la créativité après la chape de plomb du régime militaire et le traumatisme d'Hiroshima et de la défaite de 1945.
Il met en lumière l'importance du matériau et le rôle dévolu au corps de l'artiste. Les performances et la gestualité picturale sont (re)découverts par le mouvement Gutai. Il accorde une place essentielle aux oeuvres in situ. C'est souvent un art éphémère qui ne laisse de traces que par la photographie.
Gutai tire ses origines de l'abstraction, du surréalisme et du mouvement Dada. Pourtant, Yoshihara refuse cette idée et déclare : « Nous sommes bien différents » de Dada.
Gutai inspire la performance et le happening post-dadaistes et de façon plus lointaine le mouvement français Supports/Surfaces. Il a été une révolution au Japon, comme le Dadaïsme en Europe.
« Gutaï est un groupe d'individus qui s'empare de toutes les techniques et matières possibles, sans se limiter aux deux et aux trois dimensions; ils emploient du liquide, du solide, du gaz ou encore du son, de l'électricité. » (citation de Motonaga)
En général, les œuvres exécutées sur toile sont de très grand format. Sur la plupart d'entre elles, entailler, déchirer, mettre en pièces, brûler, projeter, lancer… sont ses mots d’ordre.
Cependant, ces œuvres sont généralement immédiatement détruites. Ainsi, la destruction revient très souvent, ce qui montre la violence dégagée dans ses œuvres. D’ailleurs, il ne reste que très peu de traces des originaux. Par contre, on retrouve beaucoup de traces vidéo et photographiques.
Gutaï se permet une grande liberté d’utilisation des matières brutes comme la boue, le papier kraft, les pierres ramassées sur les berges des rivières, l’eau colorée, des rideaux peints en fluorescent, des boîtes en fer blanc… renforcées par des couleurs primaires très voyantes. À l’époque, cette liberté n’a jamais été aussi grande au Japon. En effet, cette liberté totale est offerte par :
- Le lieu : forêt, ruines, scènes, hangars…
- Les moyens d’expression : peinture, musique, danse, sculpture, théâtre…
- Les matériaux : feu, papier, fumée, boue, flèches, vinyle, ballons gonflables, trous dans le sol, cailloux, eau…
- La demande d’utilisation de tous les sens : vue, ouïe, odorat, toucher et goût.

Les matériaux et la technique utilisés par les artistes sont très importants pour Gutaï. Les œuvres sont souvent présentées en direct : les artistes exécutent sur place leur œuvre devant les spectateurs. Le groupe demande également la participation du public. Ce qui montre bien la présence de l’artiste dans ses œuvres.
En ce qui concerne leur nomination, les œuvres sont presque toutes nommées Œuvre ou n’ont pas de titre. Cependant, les œuvres avec titre sont nommées platement par leur description, comme Clous et bois, Panneau fibre, Ligne, Bidons, Sculptures… Cela s’explique par le fait que Yoshihara, le chef du groupe, a interdit aux membres de donner un titre à leurs œuvres pour éviter tout recours au surréalisme : « Quant aux travaux qui combinent différents matériaux, il ne faut cependant pas les confondre avec les objets surréalistes car les premiers évitent de mettre l'accent sur le titre et le sens de l'œuvre. » Lors de l'exposition des Indépendants de Yomiuri à Tōkyō en mars 1955, toutes les œuvres du Gutaï sont signées Gutaï.

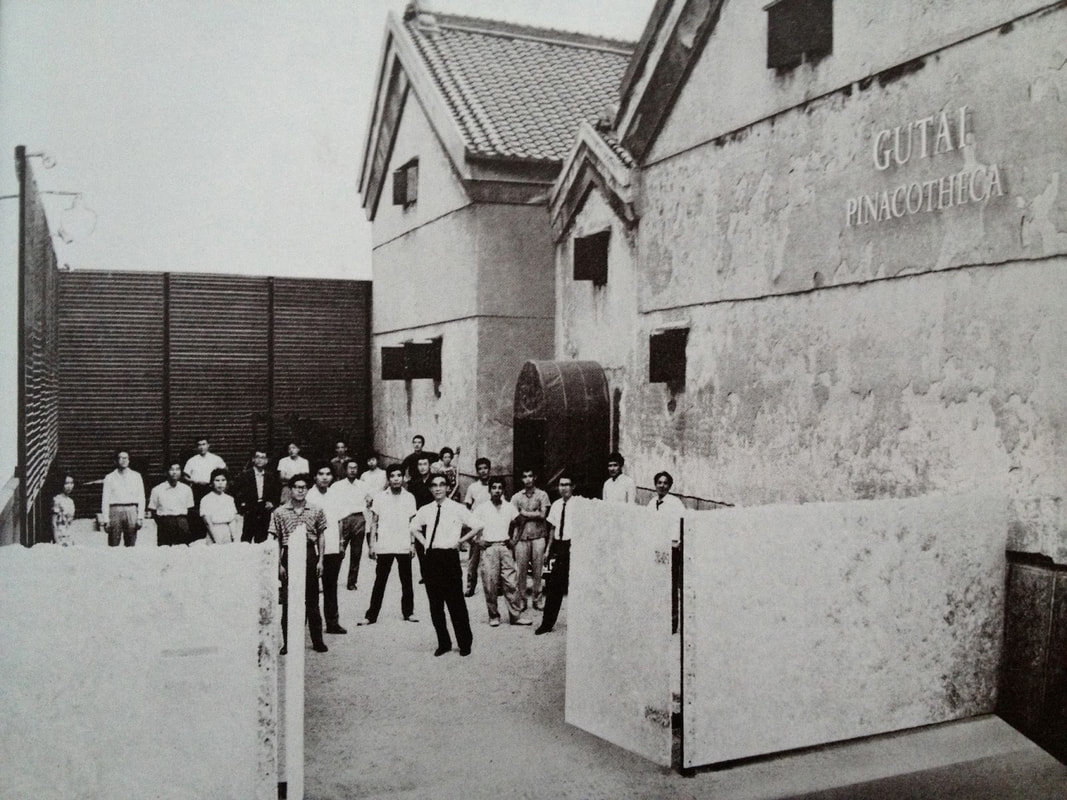
La Pinacothèque Gutai d’Osaka, installée dans un entrepôt appartenant à Yoshihara, est construite en 1962,

## Manifestations et expositions

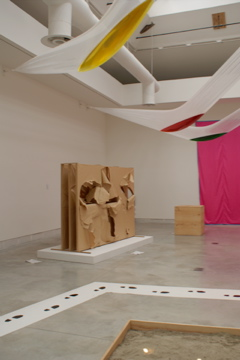
Gutai, Biennale, Venise, 2009

- 1955: Première manifestation du groupe Gutaï à Ashiya, en plein air, intitulée Défi au soleil de mi-été[11].
- 1955 (octobre): Première exposition au Centre Ohara
- 1956 (avril): Reportage du magazine Life, deuxième manifestation en plein air et deuxième exposition[17]
- 1956 (juillet): deuxième exposition Gutai en plein air, à Ashiya, au Japon[18],[19]
- 1957 : Gutaï monte pour la première fois sur scène à Osaka lors de l'exposition Art Using the Stage[12]. Shimamoto compose la musique qui accompagne les scènes. C’est depuis cette représentation que l’art Gutaï est critiqué comme étant une imitation de l’expressionnisme abstrait[réf. nécessaire]. Il continue cependant ses représentations sur scène en juillet 1957[20] et en avril 1958.

À partir de 1958 : Expositions conventionnelles dans le Kansai, à Paris, à New York et à Turin
- 1958: exposition Gutai à la galerie Martha Jackson (aujourd'hui succursale de la Galerie Hauser & Wirth) à New York[21].
- 1962: Création de la Pinacothèque Gutaï à Ōsaka[22]
- 1965: Exposition du groupe Gutaï à la Galerie Stadler, Paris[23].
- 1986: Exposition Le Japon des avant-gardes 1910-1970 au Centre Pompidou à Paris[24].
- 1999: Rétrospective des œuvres du mouvement japonais Gutai, Galerie nationale du Jeu de Paume, Paris, France.
- 2009: Biennale de Venise[25]
- 2013: Rétrospective des œuvres du mouvement japonais Gutai, au musée Guggenheim à New York, Etats-Unis[26].
- 2013: Exposition Gutaï - Kusama : le Japon à l'honneur, Sem-Art Gallery, Monaco[27].
- 2018: Exposition Gutai, l'espace et le temps  (7 juillet – 4 novembre) au musée Soulages de Rodez, en France[28],[29].
- 2010: Exposition Au-delà de Gutai, 1955-2009, Galerie Almine Rech, Paris[30]
- 2022: ouverture du Musée des Beaux-Arts de Nakanoshima, à Ōsaka, où sont conservées les archives de Gutai[31]
- 2022: Exposition Avant-gardes Japon : l’après 1950, Galerie Nichido, Paris[32].

## Principaux artistes
Au départ, Jirō Yoshihara, peintre fortuné et reconnu, réunit une vingtaine de jeunes artistes issus du groupe Genbi:
- Michio Yoshihara, son fils[33], utilise du goudron et de la poussière pour ses œuvres. Il creuse aussi des trous dans le sol qu’il éclaire par une lumière électrique.
- Sadamasa Motonaga[34],[35].
- Shōzō Shimamoto lacère le tableau, utilise un canon qui projette de la peinture émaillée, présente une tôle bleue en zinc avec des trous, projette des bouteilles de couleur sur une toile et entaille du papier journal avec un couteau[36].
- Tsuruko Yamazaki crée des tableaux collés avec des miroirs et du métal. Elle fabrique des moustiquaires avec du vinyle rouge et récupère des bidons d’huile.
- Toshio Yoshida utilise le feu pour marquer la surface picturale. Il plante des piquets de bois alignés dans le sol sur 60 mètres et peint avec un arrosoir.

En 1955, certains artistes ayant participé au groupe Zéro rejoignent l'association d'art Gutai: 
- Kazuo Shiraga s'élance dans le vide, tenu par une corde. Il projette de la peinture, entaille de toutes ses forces un assemblage conique de perches rouges en bois avec une hache, simule une lutte dans la boue, ce qui implique le mélange entre le pinceau humain et l'œuvre. Il transperce une grande toile avec des flèches de couleur, peint avec ses ongles et ses pieds (car les pieds représentent toute la force et l’impact du corps humain) sur une grande toile, ce qui fait qu'il rentre complètement dans le tableau. Son travail est physique[12],[37].
- Saburō Murakami place à l'entrée d'une exposition des écrans de papier qui seront déchirés, dès le vernissage, par le passage du premier visiteur. Il arrache des lambeaux de feuilles d’asphalte sur le sol en courant. Il expose un cube de verre[38].
- Akira Kanayama invente un jouet téléguidé qui, rempli de couleur, trace un réseau de lignes[39]. Il présente des ballons géants de vinyle gonflés ou dégonflés. Par ce moyen, il enferme l’air dans les ballons et les présente comme sculpture.Il expose aussi des traces de pas de chaussures sur 150 mètres.
- Atsuko Tanaka développe le sens de l'ouïe (installation de sonnettes), de la vue (ampoules qui clignotent) et du toucher (costume orné d'ampoules clignotant et suivant le sens de circulation du sang humain)[20]. Elle expose de très grands tissus roses à 30 cm du sol, des draps non tendus peints en monochrome et des feuilles de métal colorées. Elle compose également une répétition du chiffre 6.
- Sadamasa Motonaga accroche des sacs plastiques remplis d’eau colorée sur des branches de pins et une toile de 100 mètres de long à des arbres. Il exploite également la fumée en créant des formes rondes à l’aide d’une machine. Avant sa mort en 2011, il revisite  la célèbre installation en extérieur de Gutai pour la rotonde Guggenheim[26].
- Yūko Nasaka rejoint Gutai en 1963[40].
- Hisao Dōmoto[41],[42].
- Takesada Matsutani est considéré comme le dernier des Gutai[43],[44].
- Imanaka[45]

Jirō Yoshihara utilise des calligraphies réduites à un seul trait. Il crée des ensembles de sculptures en métal induit de ciment et monte des installations. Comme Kazuo Shiraga, Sadamasa Motonaga et Akira Kanayama, il utilise le geste, rappel de la spontanéité de l'écriture.
Toutes ces pratiques montrent la diversité et l'originalité des modes de création. Gutaï a pour ambition d'éliminer l'imitation et la copie. En effet, comme le dit lui-même Yoshihara :
« faire ce que personne n'avait encore entrepris » ou « notre démarche naît au contraire de l'aboutissement des recherches de nouvelles possibilités »,
Autres artistes: Norio  Imai (ja), Seiko Kanno (en), Shōji Kikunami, Toshiko Kinoshita, Shūji Mukai (ja) remplit un espace d’alphabets imaginaires, Tsuyoshi Maekawa, Kimiko Ohara, Itoko Ono, Minoru Onoda, Seiichi Sato s’enferme lui-même dans un sac suspendu à un arbre en tant que sculpture vivante., Takeshi Shibata, Fujiko Shiraga se sert de papiers froissés pour ses créations., Yasuo Sumi peint à l’aide d’un vibrateur électrique., Soichi Tominaga, Yōzō Ukita, Minoru Yoshida